# Girl Next Room
Girl Next Room（タイ語: Girl Next Room – หอนี้ชะนีแจ่ม; ガールネクストルーム）は、2020年に放送されたタイのテレビドラマである。GMMTVがGmo Filmsと共同で制作したこのドラマは、主演にウォラニット・ターワンウォン (ムーク)、パトムポン・ルンジャイディ(トーイ)、Juthapich Indrajundra (Jamie)、プラチャヤー・レァーンロード (シントー)、ラパッサラン・チラウェートスントンクン（マイルド）、ジュンポン・アドゥンキッティポーン (オフ)、サローチャー・ブリン（ジージー）、Jirayu La-ongmanee (Kao)を起用し、女性専用の寮で下宿生活を送る4人の女性のそれぞれの恋愛模様を「モーターバイク・ベイビー(Motorbike Baby)」、「ミッドナイト・ファンタジー(Midnight Fantasy)」、「リッチリッチ(Richy Rich)」、「セキュリティ・ラブ(Security Love)」の4部構成で描いている。 
同ドラマは、GMMTVが2019年10月15日に開催した「New＆Next」イベントで紹介した2020年に向けた12のテレビシリーズの1つである。   毎週日曜日にGMM 25とLINE TVにて、それぞれ20:30 ICTと22:30 ICTで放映されている。モーターバイク・ベイビーが2020年3月1日から2020年4月5日に放送され、続いてミッドナイト・ファンタジー（2020年4月19日から2020年5月10日） とリッチリッチ（2020年5月17日から2020年6月14日）が放送された。  セキュリティ・ラブは、2020年6月21日から2020年7月26日に放送された。 

## あらすじ

### モーターバイク・ベイビー(Motorbike Baby)
サンデー (ウォラニット・ターワンウォン)は、ジャム夫人（Daraneenute Pasutanavin）と息子のスカイ（Trai Nimtawat）が所有するジャムジャン女子寮にて下宿生活をはじめる。下宿には男子禁制というルールがあるが、心配性なサンデーはもっと厳しい規則が必要だと思っている。そんな彼女は偶然再会した元カレのタンクン（パトムポン・ルンジャイディ）と、大学で知り合った新たな恋に悩んでいた。 

### ミッドナイト・ファンタジー(Midnight Fantasy)
ミミ（Juthapich Indrajundra）は、父親離れできない怖がりな大学1年生。実家から離れ、ジャムジャン女子寮で暮らすようになったミミは、寮にまつわる怪談話に恐怖心を募らせていく。そのせいで夜も眠れず、DJ.タイタン（プラチャヤー・レァーンロード）が早朝3時から5時まで放送しているミドルラジオの番組「ミッドナイトファンタジー」を偶然聞く。ミミはタイタンの唯一の熱心なリスナーとなるが、顔を隠して放送するタイタンの正体についてはなかなか教えてもらえずにいた。 

### リッチリッチ(Richy Rich)
Danglek Saeyang（ラパッサラン・チラウェートスントンクン）は、貧乏から超お金持ちな女性、通称「公爵夫人」と呼ばれるDarin Apimaha-ngoenthongに変身した。昔は貧乏だったためか、非常に目立ちたがりな性格。ひょんなことから、彼女は自分の過去を知っているKrathing（ジュンポン・アドゥンキッティポーン）と出会うが、彼がなぜ知っているのか分からないでいた。Krathingは自分の過去が彼女にバレる危険を冒しながらも、公爵夫人をからかい続けるのだった。 

### セキュリティ・ラブ(Security Love)
有名な新星モデルのView（サローチャー・ブリン）は、ジャムジャン女子寮で、警備員のFai（Jirayu La-ongmanee）と出会う。順調にキャリアを積んできた彼女は、彼女を助け、守ってくれるFaiに徐々に恋心を抱くようになる。しかし、彼女の世間体と、警備員と付き合っていることがマスコミにバレるのではないかという不安が、2人の交際を阻んでいた。 

## キャストとキャラクター

### 主演

#### モータイバイク・ベイビー
- サンデー役：ウォラニット・ターワンウォン （ムーク）
- タンクン役：パトムポン・ルンジャイディ（トーイ）

#### ミッドナイト・ファンタジー
- ミミ役：Juthapich Indrajundra（Jamie）[注釈 1]
- タン／DJ.タイタン役：プラチャヤー・レァーンロード（シントー） [注釈 1]

#### リッチーリッチ
- Danglek Saeyang／Darin "Duchess" Apimaha-ngoenthong役：ラパッサラン・チラウェートスントンクン（マイルド） [注釈 2]
- Krathing Karnpiphob役：ジュンポン・アドゥンキッティポーン（オフ）  [注釈 2]

#### セキュリティ・ラブ
- View Wiwa役：サローチャー・ブリン（ジージー） [注釈 3]
- Firagun "Fai" Phuangmaha役：Jirayu La-ongmanee（Kao ガオジラユ） [注釈 3]

### その他の出演者

#### 全パートに登場
- ジャム夫人役：Daraneenute Pasutanavin（Top）
- ジャム夫人の息子スカイ役：トライ・ニムタワット（ニオ）

#### モータイバイク・ベイビー
- Tankhunの兄弟TanThai役：ナパタラ・パチャラチャワリット (アン)
- Mile役：Gawin Caskey（Fluke）
- サンデーの兄Sunny役：シワコーン・レーチューチョー（ガイ）
- Thai役：プーリクンクリット・チューサクサクンウィブーン（アンプ）
- サンデーの友人役：Sutina Laoamnuaichai (Guide)

#### ミッドナイト・ファンタジー
- Tanの友達James役：クリッタナイ・アーサンプラキット（ナムモン）
- Peemai役：チョンナカン・アーポンスティナン（ガンスマイル）
- TanとPeemaiの友人Daosao役：ナワット・プンポーティンガーム (ホワイト)

#### リッチーリッチ
- Khunkhao Yothathap役：ジラキット・ターワンウォン（メーク）
- Benjamaporn "Honey" Meeprempi役：Lapisara Intarasut（Apple）
- Fahsai役：Wahwimol Jensawamethee（June）
- Kratae Karnpiphob役：スティパー・コンナウディー（ヌーン）

#### セキュリティ・ラブ
- Phanphu役：Chavalit Chittanant（Chao）

## サウンドトラック
| 曲名         | ローマ字タイトル    | アーティスト                          | Ref.  |
| ------------ | ------------------- | ------------------------------------- | ----- |
| รักตัวเองบ้างนะ | Ruk Tua Ang Bang Na | ウォラニット・ターワンウォン (ムーク) | [ 6 ] |

## 評価

### タイでのテレビの評価
- 下の表では青文字が最低の評価を表し、 赤文字が最高の評価を表します。

#### モータイバイク・ベイビー
| エピソード No. | 放送時間 （UTC + 07：00） | 放送日        | 平均評価 | Ref.    |
| -------------- | ------------------------- | ------------- | -------- | ------- |
| 1              | 日曜日午後8時30分         | 2020年3月1日  | 0.262    | [ 7 ]   |
| 2              | 日曜日午後8時30分         | 2020年3月8日  | 0.186    | [ 8 ]   |
| ３             | 日曜日午後8時30分         | 2020年3月15日 | 0.087    | [ 9 ]   |
| 4              | 日曜日午後8時30分         | 2020年3月22日 | 0.184    | [ 10 ]  |
| 5              | 日曜日午後8時30分         | 2020年3月29日 | 0.183    | [ 11 ]  |
| 6              | 日曜日午後8時30分         | 2020年4月5日  | 0.239    | [ 12 ]  |
| 平均           | 平均                      | 平均          | 0.190 1  | 0.190 1 |

#### ミッドナイト・ファンタジー
| エピソード No. | 放送時間 （UTC + 07：00） | 放送日        | 平均評価 | Ref.    |
| -------------- | ------------------------- | ------------- | -------- | ------- |
| 1              | 日曜日午後8時30分         | 2020年4月19日 | 0.306    | [ 13 ]  |
| 2              | 日曜日午後8時30分         | 2020年4月26日 | 0.310    | [ 14 ]  |
| ３             | 日曜日午後8時30分         | 2020年5月3日  | 0.241    | [ 15 ]  |
| 4              | 日曜日午後8時30分         | 2020年5月10日 | 0.294    | [ 16 ]  |
| 平均           | 平均                      | 平均          | 0.288 1  | 0.288 1 |

#### リッチーリッチ
| エピソード No. | 放送時間 （UTC + 07：00） | 放送日        | 平均評価 | Ref.    |
| -------------- | ------------------------- | ------------- | -------- | ------- |
| 1              | 日曜日午後8時30分         | 2020年5月17日 | 0.489    | [ 17 ]  |
| 2              | 日曜日午後8時30分         | 2020年5月24日 | 0.339    | [ 18 ]  |
| ３             | 日曜日午後8時30分         | 2020年5月31日 | 0.338    | [ 19 ]  |
| 4              | 日曜日午後8時30分         | 2020年6月7日  | 0.321    | [ 20 ]  |
| 5              | 日曜日午後8時30分         | 2020年6月14日 | 0.346    | [ 21 ]  |
| 平均           | 平均                      | 平均          | 0.367 1  | 0.367 1 |

#### セキュリティ・ラブ
| エピソード No. | 放送時間 （UTC + 07：00） | 放送日        | 平均評価 | Ref.   |
| -------------- | ------------------------- | ------------- | -------- | ------ |
| 1              | 日曜日午後8時30分         | 2020年6月21日 | 0.540    | [ 22 ] |
| 2              | 日曜日午後8時30分         | 2020年6月28日 | 0.501    | [ 23 ] |
| ３             | 日曜日午後8時30分         | 2020年7月5日  | 不明     | 不明   |
| 4              | 日曜日午後8時30分         | 2020年7月12日 | 不明     | 不明   |
| 5              | 日曜日午後8時30分         | 2020年7月19日 | 不明     | 不明   |
| 平均           | 平均                      | 平均          | ― 2      | ― 2    |

^1 各話毎の平均視聴率に基づく。
^2 一部の評価が公表されていないため正確な平均評価不明。